# Xordica Editorial
Xordica Editorial és una editorial aragonesa creada el 1994, amb seu al municipi de Villanueva de Gállego (comarca de Saragossa), propietat de l'editor i escriptor aragonès Chusé Raul Usón.
Es defineix com una editorial independent, amb especial interès pels escriptors novells i per obres que, d'una altra manera, trobarien dificultats per ser publicades. La part principal del seu catàleg és la narrativa, però també publiquen obres sobre la llengua aragonesa, tant escrites en aquest idioma com de divulgació científica sobre ella escrites en castellà.
Varen ser pioners, entre les editorials aragoneses, en tenir una pàgina web bilingüe en aragonès i castellà.

## Col·leccions[calcitació]

### Carrachinas
Va ser la primera col·lecció de l'editorial, el 1994, i publica narrativa breu, relats i contes. Dins d'aquest apartat han publicat autors com Jesús Moncada, Joan Perucho i Javier Tomeo, a més d'autors novells com Daniel Gascón, Cristina Grande i Fernando Martín Pescador.

### Los Libros de la Falsa
Creada també el1994, engloba assaigs, biografies, articles periodístics, etc. Aquí han publicat a José Antonio Labordeta, David Trueba, Antón Castro, Luis Alegre, etc.

### Xordiqueta
És la col·lecció infantil i juvenil de l'editorial. Conté obres orientades a nens i joves, de temàtica general, així com biografies d'aragonesos il·lustres.

### Simient negra
Col·lecció totalment en aragonès, creada el 1997 per tal de publicar autors aragonesos actuals en la seva llengua vernacla. El seu llibre més venut és Alredor d'a chaminera (2001), de José María Satué, amb més de 1.000 exemplars.

### Chuan Ralla
El títol fa referència a la criatura mitològica aragonesa amb qui s'espantava els nens, i publica obres de literatura juvenil.

### Quadernos Jean-Joseph Saroïhandy
Creada el 2004, publica tractats i assaigs de filosofia i lingüística sobre l'aragonès. És una col·lecció dedicada a la divulgació científica i conté, a banda d'obres actuals, les obres més assenyalades dels primers investigadors de l'aragonès, com W.D. Elcock, Alwin Kuhn o Jean-Joseph Saroïhandy, qui dona nom a la col·lecció.

### Pirineus
Establerta el 2011, està pensada per publicar l'obra en aragonès d'autors que no van ser publicats en vida. Principalment són autors de l'«eclosió dialectal» de l'aragonès costumista i rural del segle xix i primera meitat del XX.